# Xã Lincoln, Quận Andrew, Missouri
Xã Lincoln (tiếng Anh: Lincoln Township) là một xã thuộc quận Andrew, tiểu bang Missouri, Hoa Kỳ. Năm 2010, dân số của xã này là 1.184 người.